# Захоплення мосту Метро
Захоплення мосту Метро — інцидент, який стався 18 вересня 2019 року на київському мосту Метро. Ці дії правоохоронці кваліфікують як підготовка до теракту.

## Перебіг подій
18 вересня 2019 року Олексій Белько погрожував підірвати міст Метро у Києві.
Белько зупинився на автомобілі Opel білого кольору посередині мосту Метро й почав погрожувати його підірвати. Він стріляв з автомата в повітря і збив один дрон правоохоронців. На місце інциденту стягнули усі підрозділи спецслужб і броньовану техніку. Міст перекрили в обох напрямках. На кілька годин зупинили рух наземного і підземного транспорту, що призвело до транспортного колапсу в місті. Белька затримали спецпризпідрозділи КОРД й Альфа. Вибухівку у нього не виявили.
Після затримки з'ясувалося, що Олексій Белько — уродженець Фороса (Автономна Республіка Крим), 19 червня 1977 року народження, ветеран російсько-української війни, старший сержант, до 2019 року начальник радіостанції радіоцентру польового вузла зв'язку військової частини А 3628 (Бровари Київської області). Зі служби звільнений.
Міністерство у справах ветеранів висловило подяку силовикам, правоохоронцям й усім причетним до безпечного та безкровного вирішення ситуації. Водночас у відомстві заявили, що «захищатиме інтереси Олексія Белька як і будь-якого учасника російсько-української війни, зокрема його право на повагу, справедливий розгляд цієї справи та допомогу за потреби. Ми не дозволимо використати цей інцидент для очорнення бійців та ветеранів, або для розколу між ними та рештою суспільства».
19 вересня 2019 року на пресконференції було оголошено, що Національна поліція не висуватиме "мінеру" київського моста Метро, колишньому бійцю АТО Олексію Бельку підозру в підготовці теракту. Це узгоджена з прокуратурою позиція, його будуть притягувати за двома статтями: хуліганство (ч. 4 ст. 296) і хибне повідомлення про мінування (ст. 259). Начальник поліції сказав, що в Белька не було вибухівки, тільки карабін і помпова рушниця, з якої він стріляв по поліцейському дрону. Вибухівки не знайшли ні при ньому, ні в автомобілі.
Міністр у справах ветеранів Оксана Коляда, своєю чергою, переказала вибачення від Белька.

## Вимоги
За попередньою інформацією, Белько вимагав від влади припинити проведення капітуляційної політики на Донбасі. На його думку, «відведення військ, формула Штайнмаєра, ганебний обмін полоненими, розмови про потепління стосунків із російським агресором, припинення співпраці з американськими військовими інструкторами» призведе до здачі інтересів України.
Згодом провладні ЗМІ[які?] спростували інформацію щодо політичних вимог. Натомість поширили версію про «проблеми з дівчиною» й вживання алкоголю або наркотичних речовин.
Правоохоронці дії колишнього військового кваліфікують як підготовку до теракту, що тягне за собою довічне ув'язнення.

## Пралельні події
У Києві невідомі побили заступника голови Київської міської державної адміністрації Володимира Слончака.
Заступник голови Якимівської об'єднаної територіальної громади Дмитро Кириллов був убитий вранці в селищі Якимівка на Запоріжжі.
18 вересня 2019 року Старобільський районний суд Луганської області скасував цілодобовий домашній арешт одного з головних організаторів та спонсорів терористів у так званої ЛНР Олександра Єфремова.